# Montreux '77 (album d'Eddie Davis)
Pour les articles homonymes, voir Montreux '77.
 (janvier 2018).
Albums de Eddie « Lockjaw » Davis
Opus Funk
(1976) Midnight Slows Vol. 10
(1978)
Eddie « Lockjaw » Davis 4 – Montreux '77 est un album en public du saxophoniste de jazz américain Eddie « Lockjaw » Davis, enregistré au festival de jazz de Montreux (Suisse), en juillet 1977. Initialement publié la même année en vinyle, il est réédité, en 1989 en CD, dans la série Original Jazz Classics.

## Liste des titres
|       | Face A               |                         |                                 |      |
| A1.   | This Can't Be Love   | Lorenz Hart             | Richard Rodgers                 | 5:52 |
| A2.   | I Wished on the Moon | Dorothy Parker          | Ralph Rainger                   | 7:07 |
| A3.   | The Breeze and I     | Al Stillman             | Tutti Camarata, Ernesto Lecuona | 7:37 |
|       | Face B               |                         |                                 |      |
| B1.   | Angel Eyes           | Earl Brent              | Matt Dennis                     | 6:05 |
| B2.   | Telegraph            | Eddie « Lockjaw » Davis | Eddie « Lockjaw » Davis         | 6:03 |
| B3.   | Land of Dreams       | Norman Gimbel           | Eddie Heywood                   | 7:22 |
| B4.   | Blue Lou             |                         | Irving Mills, Edgar Sampson     | 3:43 |
| 43:47 |                      |                         |                                 |      |

## Musiciens
- Eddie « Lockjaw » Davis : saxophone ténor
- Oscar Peterson : piano
- Ray Brown : contrebasse
- Jimmie Smith : batterie